# 왕조동
왕조동(旺照洞)은 대한민국 전라남도 순천시의 동이다.

## 개요
왕조동은 본래 순천군 해촌면 지역으로서 1914년 일제의 행정구역 폐합에 따라 해촌면의 대동리, 현남리, 왕지리, 운곡리, 범암리, 장치리, 두지리, 비봉리, 주영리의 각 일부를 병합 왕지리라 하고, 해촌면의 조례리, 신월리, 연동리, 재궁리, 비봉리, 운동리, 두지리와 소안면의 생목리 각 일부를 병합 조례리라 하여 해룡면에 편입시켰다. 1949년 8월 15일 순천부가 순천시로 바뀌고 동제 실시에 따라 순천시 왕지동, 조례동으로 운영하다가 1964년 1월 7일 순천시의 33개동을 16개 행정운영동으로 조정하면서 왕조동이라 하였다. 왕조2동은 본래 순천군 해촌면 연동리 지역이다. 연동 마을은 시가지에서 동쪽으로 5 km 지점에 위치하며 동서방향으로 마을이 형성되고, 해룡면과 광양시의 경계에 접하고 있다. 조례동에 있는 마을로 연못이 있었다. 이곳은 지형이 물에 떠 있는 형국이라 하여 연동이라 하였다. 왕조동의 인구증가로 인해 2003년 10월 20일 왕조1동과 왕조2동으로 분동되면서 현재에 이르고 있다.

## 행정 구역
- 왕지동(旺之洞)
- 조례동(照禮洞)
- 연향동(蓮香洞)

## 아파트
| 단지명                       | 건설사                    | 시행사                        | 주소                    | 주소   | 입주        | 비고                             |
| ---------------------------- | ------------------------- | ----------------------------- | ----------------------- | ------ | ----------- | -------------------------------- |
| 조례주공 6단지               | 롯데기공㈜                | 대한주택공사                  | 봉화2길 105             | 조례동 | 1995년 5월  |                                  |
| 조례주공 7단지               | 남양건설                  | 대한주택공사                  | 봉화2길 116             | 조례동 | 1996년 12월 |                                  |
| 조례주공 8단지               | 남양건설                  | 대한주택공사                  | 봉화2길 116             | 조례동 | 1996년 12월 |                                  |
| 봉화그린빌                   | 삼협개발㈜                | 대한주택공사                  | 봉화1길 146 봉화1길 133 | 조례동 | 1999년 4월  | '조례주공 9단지'에서 단지명 변경 |
| 금당부영 5차                 | ㈜부영                    | ㈜부영                        | 장선배기길 77           | 조례동 | 1995년 2월  | 민간임대                         |
| 금당부영 8차                 | ㈜부영                    | ㈜부영                        | 조례못등길 13           | 조례동 | 1997년 12월 | 민간임대                         |
| 조례대림 2차                 | ㈜삼호                    | 대림산업                      | 봉화2길 128             | 조례동 | 1994년 5월  |                                  |
| 금당대림                     | 대림산업                  | 대림산업                      | 장선배기길 89           | 조례동 | 1994년 9월  |                                  |
| 왕지 송촌프라임              | 송촌건설㈜                | 송촌건설㈜                    | 왕궁길 95               | 조례동 | 2001년 3월  |                                  |
| 왕지중흥 3차                 | (합)중흥주택              | (합)중흥주택                  | 왕궁길 60               | 조례동 | 1999년 7월  |                                  |
| 조례 골드클래스 2차 시그니처 | 보광종합건설㈜            | ㈜송림                        | 태봉길 31               | 조례동 | 2021년 7월  |                                  |
| 조례 골드클래스 3차          | 보광종합건설㈜            | 골드종합건설㈜                | 봉화1길 83              | 조례동 | 2023년 12월 | 민간임대                         |
| 조례 금호타운                | 아시아나항공㈜ 건설사업부 | 금호건설                      | 조례1길 9               | 조례동 | 1997년 8월  |                                  |
| 왕지현대 1차                 | 현대산업개발              | 현대산업개발                  | 왕궁길 65               | 조례동 | 1998년 12월 |                                  |
| 조례현대 5차                 | 현대산업개발              | ㈜대양토건                    | 봉화1길 33              | 조례동 | 2000년 6월  |                                  |
| 조례현대                     | 현대건설                  | 현대건설                      | 장승길 40               | 조례동 | 1995년 11월 |                                  |
| 왕지현대 2차                 | 현대건설                  | 현대건설                      | 왕궁길 79               | 조례동 | 1999년 2월  |                                  |
| 순천 남양휴튼                | 남양건설                  | ㈜원당필하우징                | 조례1길 60              | 조례동 | 2006년 8월  |                                  |
| 연동1차 대주파크빌           | 대주건설㈜                | 대주주택㈜                    | 연동남길 35             | 조례동 | 2003년 3월  |                                  |
| 연동2차 대주파크빌           | 대주건설㈜                | 대주건설㈜                    | 백연길 104              | 조례동 | 2005년 2월  |                                  |
| 연동3차 대주파크빌           | 대주건설㈜                | 대주건설㈜                    | 조례연동길 5            | 조례동 | 2005년 12월 |                                  |
| 봉화산 대광로제비앙          | 대광건영㈜                | ㈜삼덕건설                    | 봉화1길 17              | 조례동 | 2019년 2월  |                                  |
| 조례 영무예다음              | 영무건설㈜                | 영무건설㈜                    | 장승길 27               | 조례동 | 2019년 4월  |                                  |
| 왕지 롯데캐슬                | 롯데건설                  | ㈜대한토지신탁 ㈜낙원주택건설 | 왕지3길 60              | 왕지동 | 2009년 8월  |                                  |
| 순천 두산위브                | 두산중공업                | ㈜해국필디앤씨                | 왕지3길 55 (1단지)      | 왕지동 | 2011년 1월  |                                  |
| 순천 두산위브                | 두산중공업                | ㈜해국필디앤씨                | 왕지3길 55 (2단지)      | 왕지동 | 2011년 1월  |                                  |
| 순천 트리마제                | 두산중공업                | 한국토지신탁 ㈜동부도시개발   | 왕조로 55 (1단지)       | 조례동 | 2024년 10월 |                                  |
| 순천 트리마제                | 두산중공업                | 한국토지신탁 ㈜동부도시개발   | 왕조로 77 (2단지)       | 조례동 | 2024년 10월 |                                  |

## 교육
- 순천조례초등학교
- 순천봉화초등학교
- 순천비봉초등학교
- 순천왕운초등학교
- 순천왕조초등학교
- 순천왕지초등학교
- 순천신흥초등학교
- 순천동산중학교
- 순천신흥중학교
- 왕운중학교
- 강남여자고등학교
- 금당고등학교
- 한국폴리텍제5대학 순천캠퍼스
- 순천선혜학교

## 대형마트
- 홈플러스 순천점